# Jeremy Bloom
Jeremy Ryan Bloom (ur. 2 kwietnia 1982 w Fort Collins) – amerykański narciarz dowolny. 

## Życiorys
Jego największym sukcesem jest złoty medal w jeździe po muldach wywalczony podczas mistrzostw świata w Deer Valley. Na tych samych mistrzostwach zdobył także srebrny medal w jeździe po muldach podwójnych. Ponadto wywalczył brązowy medal jeździe po muldach podwójnych na mistrzostwach świata w Ruka. Jego najlepszym wynikiem olimpijskim jest 6. miejsce w jeździe po muldach na igrzyskach olimpijskich w Turynie.
Najlepsze wyniki w Pucharze Świata osiągnął w sezonie 2004/2005, kiedy to triumfował w klasyfikacji generalnej, oraz w klasyfikacji jazdy po muldach. Małą kryształową kulę w klasyfikacji jazdy po muldach zdobył także w sezonie 2001/2002 (zajmując drugie miejsce w klasyfikacji generalnej), a w sezonie 2003/2004 był trzeci w tej klasyfikacji.
W 2009 r. zakończył karierę. Bloom uprawiał także futbol amerykański. Był zawodnikiem dwóch drużyn National Football League: Philadelphia Eagles oraz Pittsburgh Steelers.

## Osiągnięcia

### Igrzyska olimpijskie
| Miejsce | Dzień     | Rok  | Miejscowość    | Konkurencja      | Zwycięzca       |
| ------- | --------- | ---- | -------------- | ---------------- | --------------- |
| 9.      | 12 lutego | 2002 | Salt Lake City | Jazda po muldach | Janne Lahtela   |
| 6.      | 15 lutego | 2006 | Turyn          | Jazda po muldach | Dale Begg-Smith |

### Mistrzostwa świata
| Miejsce | Dzień       | Rok  | Miejscowość | Konkurencja                 | Zwycięzca       |
| ------- | ----------- | ---- | ----------- | --------------------------- | --------------- |
| 2.      | 31 stycznia | 2003 | Deer Valley | Jazda po muldach            | Mikko Ronkainen |
| 1.      | 1 lutego    | 2003 | Deer Valley | Jazda po muldach podwójnych | –               |
| 36.     | 19 marca    | 2005 | Ruka        | Jazda po muldach            | Nathan Roberts  |
| 3.      | 20 marca    | 2005 | Ruka        | Muldy podwójne              | Toby Dawson     |

### Puchar Świata

#### Miejsca w klasyfikacji generalnej
- sezon 1999/2000: 72.
- sezon 2001/2002: 2.
- sezon 2002/2003: 36.
- sezon 2003/2004: 14.
- sezon 2004/2005: 1.
- sezon 2005/2006: 46.
- sezon 2008/2009: 81.

#### Miejsca na podium
1. Tignes – 1 grudnia 2001 (Jazda po muldach) – 3. miejsce
2. Steamboat Springs – 14 grudnia 2001 (Jazda po muldach) – 3. miejsce
3. Lake Placid – 19 stycznia 2002 (Jazda po muldach) – 1. miejsce
4. Inawashiro – 3 marca 2002 (Jazda po muldach) – 2. miejsce
5. Ruka – 16 marca 2002 (Jazda po muldach) – 2. miejsce
6. Mont Tremblant – 11 stycznia 2003 (Jazda po muldach) – 2. miejsce
7. Steamboat Springs – 8 lutego 2003 (Jazda po muldach) – 1. miejsce
8. Madarao – 23 lutego 2003 (Jazda po muldach) – 1. miejsce
9. Ruka – 6 grudnia 2003 (Jazda po muldach) – 2. miejsce
10. Deer Valley – 31 stycznia 2004 (Muldy podwójne) – 2. miejsce
11. Inawashiro – 14 lutego 2004 (Jazda po muldach) – 3. miejsce
12. Naeba – 22 lutego 2004 (Jazda po muldach) – 3. miejsce
13. Špindlerův Mlýn – 1 marca 2004 (Jazda po muldach) – 1. miejsce
14. Mont Tremblant – 8 stycznia 2005 (Jazda po muldach) – 2. miejsce
15. Deer Valley – 27 stycznia 2005 (Jazda po muldach) – 1. miejsce
16. Deer Valley – 29 stycznia 2005 (Jazda po muldach) – 1. miejsce
17. Inawashiro – 5 lutego 2005 (Jazda po muldach) – 1. miejsce
18. Inawashiro – 6 lutego 2005 (Jazda po muldach) – 1. miejsce
19. Naeba – 11 lutego 2005 (Jazda po muldach) – 1. miejsce
20. Sauze d’Oulx – 18 lutego 2005 (Jazda po muldach) – 1. miejsce
21. Voss – 26 lutego 2005 (Jazda po muldach) – 2. miejsce
22. Mont Gabriel – 7 stycznia 2006 (Jazda po muldach) – 2. miejsce

- W sumie 10 zwycięstw, 8 drugich i 4 trzecie miejsca.